# Fatih Erdin
Fatih Erdin (1994. február 1. –) török szabadfogású birkózó. A 2018-as birkózó-világbajnokságon ezüstérmet szerzett 86 kg-os súlycsoportban, szabadfogásban. Az Ivan Jarygin Grand Prix-n 2018-ban ezüstérmet szerzett.

## Sportpályafutása
A 2018-as birkózó-világbajnokságon a 86 kg-osok súlycsoportjában megrendezett döntő során az amerikai David Taylor volt ellenfele, aki 12–2-re legyőzte.